# Monomorium effractor
Monomorium effractor là một loài côn trùng thuộc họ Formicidae. Đây là loài đặc hữu của Ấn Độ.